# Északnyugat-romániai fejlesztési régió

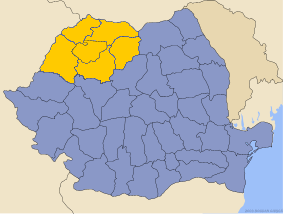
Az Északnyugat-romániai fejlesztési régió elhelyezkedése

Az Északnyugat-romániai fejlesztési régióhoz tartozó megyék: Beszterce-Naszód, Bihar, Kolozs, Máramaros, Szatmár, Szilágy. Területe 34.159 km², lakosainak száma 2.740.064, népsűrűsége 80,21 fő/km². Nemzetiségi összetétel: román (75,0%), magyar (19,3%), roma (3,5%), ukrán (1,3%), más (0,9%).
1998-ban hozták létre, feladata a fejlesztési projektek összehangolása, és az európai uniós támogatások felhasználásának szabályozása.

## Települések
A régióban 35 város (amelyből 12 municípium) és 386 község található, összesen 1.908 településsel. Fontosabb városok: Kolozsvár, Nagyvárad, Nagybánya, Szatmárnémeti, Beszterce, Zilah, Torda.

## Infrastruktúra
A régión 6 európai út halad át: E60, E81, E79, E671, E58 és E576.